# José María Casullo
José María Casullo (Rosario, ... – ...; fl. XX secolo) è stato un allenatore di calcio e calciatore spagnolo di ruolo attaccante.
Giocava nel ruolo di ala. I successi da manager alla guida dei messicani del Club León gli valsero il soprannome di Campeonísimo. Sulla panchina del Chivas Guadalajara sfiora il titolo nel 1952, andando in finale di coppa in tre occasioni (1952, 1954 e 1955), ma perdendo sempre la finale.

## Palmarès

### Allenatore

#### Competizioni nazionali
- Campionato messicano: 2

Club León: 1947-1948, 1948-1949
- Coppa del Messico: 1

Club León: 1948-1949